# Råneälven
Le Råneälven (en same de Lule Rávnaädno) est un fleuve du Nord de la Suède. Avec un bassin versant de 4 207 km2, c'est l'un des plus grands fleuves de Suède qui ne prend pas sa source dans les Alpes scandinaves, prenant sa source au sud de Dundret, près de Gällivare. Le fleuve est protégé par la loi suédoise contre toute installation hydroélectrique.